# Bromur d'alumini

El  bromur d'alumini és qualsevol compost químic amb la fórmula empírica AlBrn. L'espècie anomenada "tribromur d'alumini", és el més comú dels bromurs d'alumini. L'espècie monobromur d'alumini es forma per la reacció de l'HBr amb l'Al metàl·lic a altes temperatures. Aquest dismuta a una temperatura propera a la temperatura ambient:
{\displaystyle {\frac {6}{n}}(AlBr)_{n}\to Al_{2}Br_{6}+4Al}
Aquesta reacció és reversible a temperatures majors de 1000 °C

## Síntesi
La forma més habitual del bromur d'alumini és Al₂Br₆. Aquesta espècie es presenta com un sòlid incolor i higroscòpic en condicions estàndard. Les mostres típiques són groguenques o fins i tot vermell-marronoses a causa de les impureses de ferro que contenen. És preparat mitjançant la reacció de l'HBr amb l'Al.
{\displaystyle 2Al+6HBr\to Al_{2}Br_{6}+3H_{2}}
De manera alternativa la bromació directa pot ocórrer també:
{\displaystyle 2Al+3Br_{2}\to Al_{2}Br_{6}}

## Reaccions químiques
Reacciona amb el tetraclorur de carboni a 100 °C per donar tetrabromur de carboni:
{\displaystyle 4AlBr_{3}+3CCl_{4}\to 4AlCl_{3}+3CBr_{4}}
Reacciona amb el fosgen produint bromur de carbonil (bromofosgen) i clorobromur d'alumini
{\displaystyle AlBr_{3}+COCl_{2}\to COBr_{2}+AlCl_{2}Br}

## Usos
La forma anhidra és usada com a catalitzador per a la Reacció de Friedel-Crafts. La seva activitat catalítica és similar a la del clorur d'alumini anhidri, no obstant això les seves aplicacions industrials són escasses.

## Seguretat
L'Al₂Br₆ és corrosiu i causa cremades a la pell si no és rentat immediatament després del contacte. Ha de ser guardat en una zona seca.